# Pompeia de tribunis
La lex Pompeia de tribunis va ser una antiga llei romana aprovada a proposta de Gneu Pompeu Magne en el seu primer consolat l'any 70 aC, quan tenia per cònsol company Marc Licini Cras. Restablia als tribuns de la plebs totes les facultats de les que els havia privat Luci Corneli Sul·la en la llei Cornelia de tribunis.